# Batterie (œuvre musicale)
Pour les articles homonymes, voir Batterie.
Une batterie est une œuvre musicale militaire (instrumentale) dont le rythme permet de soutenir le déplacement d'une unité.
Essentiellement interprétée par des tambours, éventuellement accompagnés de fifres, l'utilisation de la batterie dans les régiments est attesté dès le XVIe siècle en Suisse et en Allemagne puis rapidement en France et en Angleterre pour enfin gagner l'Amérique du Nord.

## Différents titres
- Batterie d'Austerlitz
- Rigaudon d'honneur
- La Diane
- La Charge
- La Retraite